# فرانسیس رابینز آپتون
 فرانسیس رابینز آپتون (انگلیسی: Francis Robbins Upton؛ زاده ۱۸۵۲ درگذشته ۱۹۲۱) یک فیزیک‌دان، و ریاضی‌دان اهل ایالات متحده آمریکا بود.